# 古民家再生議員連盟
古民家再生議員連盟（こみんかさいせいぎいんれんめい）は、2016年11月9日、現行の建築基準法では既存不適格となる古民家を再生、活用し、空き家問題の解消や観光資源としての利用促進を図ることを目的に、金子一義衆議院議員を中心に設立された自由民主党議員により構成される議員連盟。

## 目的
- 古民家再生議員連盟はその設立趣意書で次の目標を掲げている。
  - 1、古民家を活用した地方創生の方策
  - 2、廃棄される古材を活用した環境への貢献
  - 3、高齢者技術者を活かした大工職人の育成
  - 4、古民家の知恵を活かす住教育の推進

## 参加議員一覧

### 役員
- 会長：江藤拓
- 副会長：野上浩太郎
- 副会長：山本順三
- 副会長：坂本哲志
- 副会長：古屋圭司
- 幹事長：上野賢一郎
- 幹事：中村裕之
- 幹事：津島淳
- 幹事：佐々木紀
- 幹事：簗和生
- 幹事：村井英樹
- 幹事：井野俊郎
- 幹事：中谷真一
- 幹事：菅義偉
- 幹事：井林辰憲
- 幹事：今枝宗一郎
- 幹事：大串正樹
- 幹事：小林史明
- 幹事：井上貴博
- 幹事：岩屋毅
- 幹事：高橋克法
- 幹事：朝日健太郎
- 幹事：三原じゅん子
- 幹事：滝波宏文
- 幹事：大家敏志
- 幹事：古賀友一郎
- 幹事：宮崎政久
- 事務局長：深澤陽一
- 事務局次長：長谷川淳二

### 所属議員
- 大野敬太郎
- 塩崎彰久
- 勝俣孝明
- 永岡桂子
- 遠藤利明
- 松野博一
- 斎藤洋明
- 牧島かれん
- 井上信治
- 宮路拓馬
- 木原稔
- 小渕優子
- 棚橋泰文
- 星野剛士
- 堀内詔子
- 浜田靖一
- 国光文乃
- 中野英幸
- 藤丸敏
- 松山政司
- 北村経夫
- 松村祥史
- 福岡資麿
- 青木一彦
- 進藤金日子
- 小鑓隆史
- 舞立昇治
- 田野瀬太道
- 加藤勝信
- 金子恭之
- 宮内秀樹
- 田所嘉徳
- 小泉龍司
- 片山さつき

### 元所属議員
- 金子一義（2017年に議員引退）
- 岩井茂樹（2021年に議員辞職）
- 三木亨（幹事・2023年に議員辞職）
- 宮沢博行（2024年に議員辞職）
- 丸川珠代（2024年に議員辞職）
- 櫻田義孝（副会長・2024年に議員引退）
- 根本匠（副会長・2024年に議員引退）
- 柳本顕（2024年に議員引退）
- 秋葉賢也（副会長・2024年に落選）
- 山本朋広（幹事長代理・2024年に落選）
- 橋本岳（幹事・2024年に落選）
- 伊藤信太郎（2024年に落選）
- 井原巧（2024年に落選）
- 金子俊平（2024年に落選）
- 田中英之（2024年に落選）
- 中川貴元（2024年に落選）
- 西村明宏（2024年に落選）
- 細田健一（2024年に落選）
- 務台俊介（2024年に落選）
- 太田房江（2025年に議員引退）
- 堂故茂（2025年に落選）
- 三宅伸吾（2025年に落選）
- 吉川有美（2025年に落選）

## 事務局
一般社団法人全国古民家再生協会